# N̆
Cette page contient des caractères spéciaux ou non latins. S’ils s’affichent mal (▯, ?, etc.), consultez la page d’aide Unicode.
N̆ (minuscule : n̆), ou N bref, est une lettre latine utilisée dans certaines romanisations de l’alphasyllabaire cingalais et dans la romanisation ISO 9 du cyrillique. Elle est composée de la lettre N diacritée d’une brève.

## Utilisation
Le N brève est utilisé notamment dans A Grammar of the Sinhalese Language de Geiger pour la translittération de ‹ ඟ › m̆ba, ‹ ඬ › n̆ḍa et ‹ ඳ › n̆da.
Dans la romanisation ISO 9 du cyrillique, ‹ n̆ › est utilisé pour transcrire l’enne cramponné ‹ ң › ou l’enne crocheté ӈ quand il a la forme d’un enne avec une boucle.

## Représentations informatiques
Le N bref peut être représenté avec les caractères Unicode suivants :
- décomposé (latin de base, diacritiques) :

| formes    | représentations | chaînes de caractères | points de code | descriptions                                |
| --------- | --------------- | --------------------- | -------------- | ------------------------------------------- |
| majuscule | N̆               | N◌̆                    | U+004E U+0306  | lettre majuscule latine n diacritique brève |
| minuscule | n̆               | n◌̆                    | U+006E U+0306  | lettre minuscule latine n diacritique brève |